# Канастеро короткодзьобий
Канасте́ро короткодзьобий (Asthenes baeri) — вид горобцеподібних птахів родини горнерових (Furnariidae). Мешкає в Південній Америці.

## Опис
Довжина птаха становить 14-15 см, вага 10-18 г. Верхня частина тіла світла, сірувато-коричнева, над очима широкі сіруваті "брови". Нижня частина тіла савітло-сіра. Крила рудуваті. Хвіст відносно короткий, чорнуватий, стернові пера рудуваті. На підборідді руда пляма. Дзьоб короткий, міцний.

## Підвиди
Виділяють три підвиди:
- A. b. chacoensis Brodkorb, 1938 — південь центральної Болівії (південь Санта-Крусу) і північний захід Парагваю;
- A. b. baeri (Berlepsch, 1906) — південна Болівія (схід Тарихи), західний Парагвай, північна і центральна Аргентина (від Сальти, західної Формоси і західного Коррієнтесу до південної Мендоси, Ла-Пампи, північного сходу Ріо-Негро і півдня Буенос-Айреса), крайній південний захід Бразилії (південний захід Ріу-Гранді-ду-Сул) і захід Уругваю;
- A. b. neiffi (Contreras, 1980) — західна Аргентина (північно-західна і центральна Мендоса, західна Кордова, північ і центр Сан-Луїсу.

## Поширення і екологія
Коротодзьобі канастеро мешкають в Болівії, Аргентині, Бразилії, Парагваї і Уругваї. Вони живуть в сухих чагарникових заростях. Живляться комахами. Гніздо кулеподібне, робиться з гілочок, розміщується на деревах та в чагарниках.